# Khid thueng withaya
Khid thueng withaya (tailandès คิดถึงวิทยา), comercialitzada en anglès com The Teacher's Diary, és una pel·lícula dramàtica tailandesa del 2014 dirigida per Nithiwat Tharathorn. Va ser seleccionada com a entrada tailandesa per al Oscar a la millor pel·lícula de parla no anglesa als Premis Oscar de 2014, però no va ser nominada Fou refeta en hindi com a Notebook, estrenada el març de 2019. Fou projectada en la II edició de l'Asian Film Festival Barcelona.

## Història
Un professor sense feina accepta una oferta per ensenyar en una escola remota basada en una casa flotant deteriorada. Allà llegeix un diari deixat per la professora de l'any anterior: una dona expulsada de l'escola de la seva ciutat per negar-se a treure's el tatuatge. Se sent atret per l'escriptora i escriu comentaris al diari. Quan ell marxa i ella torna, ella llegeix els seus comentaris i es desenvolupa un respecte mutu.

## Repartiment
- Laila Boonyasak com a Ann
- Sukrit Wisetkaew com Song
- Sukollawat Kanarot com a Nui
- Chutima Teepanat com a Nam
- Witawat Singlampong com el nou xicot de Nam